# Неистовые пятидесятые

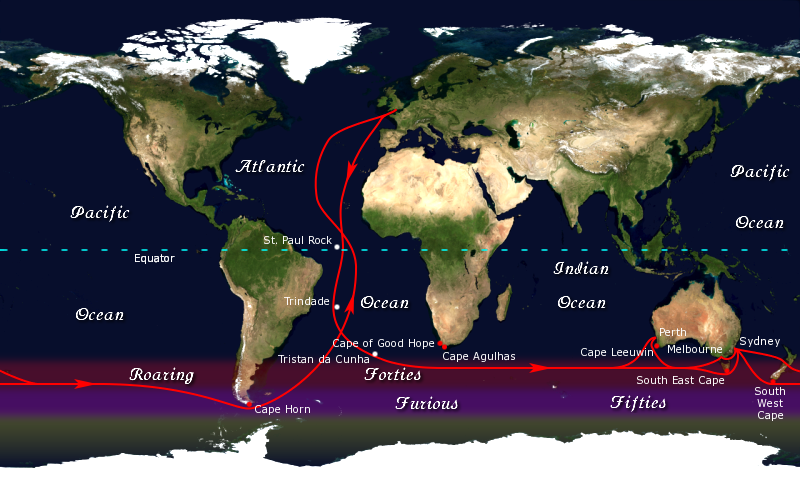
Маршрут клипера, которому следовали корабли, плавающие между Англией и Австралией.

Неистовые пятидесятые — название, данное моряками океаническим пространствам между 50° и 60° широты в Южном полушарии Земли, которые расположены рядом с Антарктидой.
«... Флотилия прошла ревущие сороковые и неистовые пятидесятые широты и в ноябре начались промысловые будни. ...»
Название дано из-за сильных ветров, дующих в этих широтах, когда парусному флоту XVIII-XIX веков приходилось спускаться южнее 50° широты, чтобы обогнуть мыс Горн — южную оконечность Южной Америки.